# Station Fuencarral
Station Fuencarral is een station van de Cercanías Madrid aan lijn C-4.